# Wladimir Fedorowitsch Peretruchin

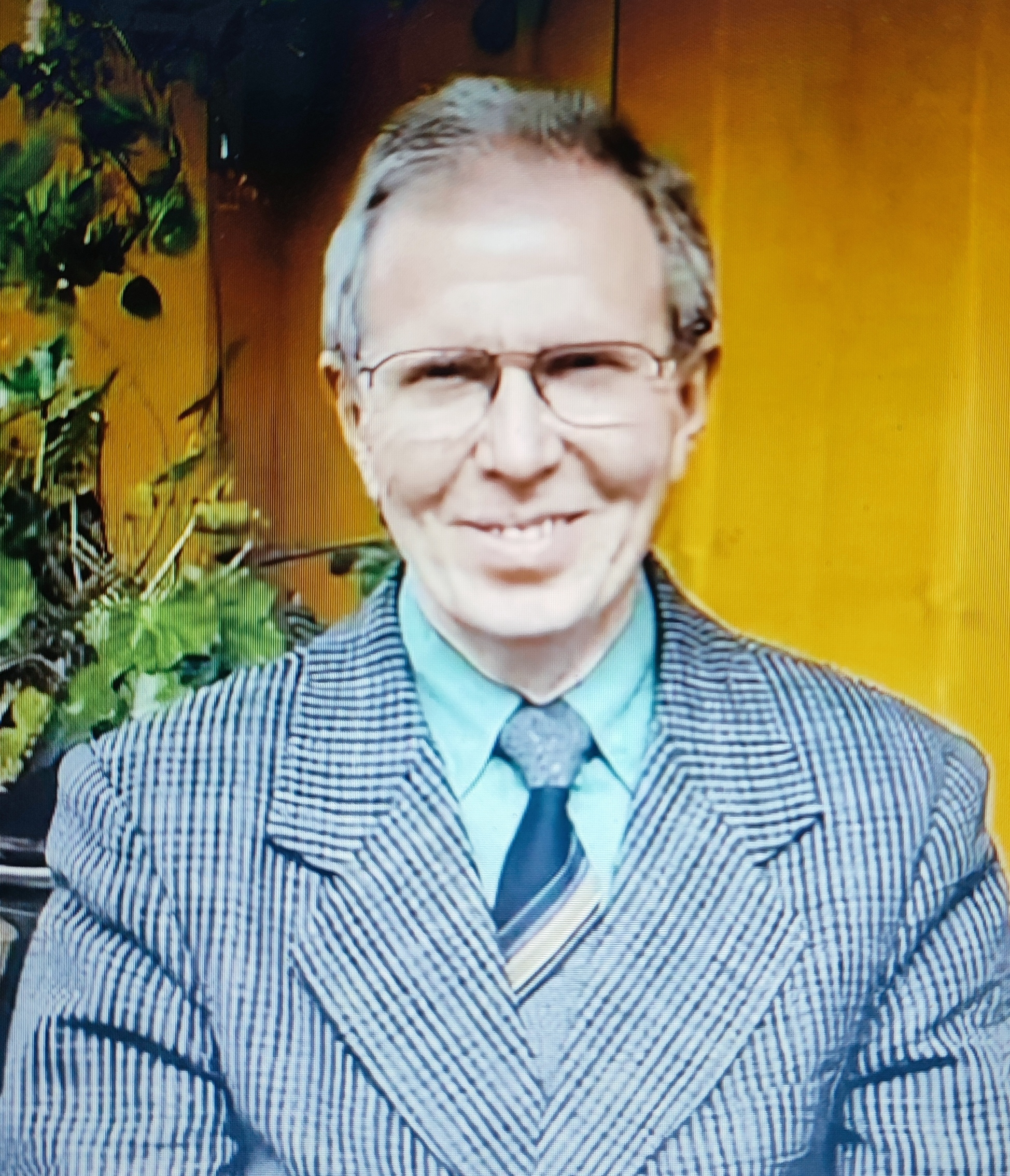
Wladimir Fedorowitsch Peretruchin, 2022

Wladimir Fedorowitsch Peretruchin, russisch Владимир Федорович Перетрухин, englische Transkription Vladimir Fedorovich Peretrukhin, (* 25. August 1940 in Sortawala, Republik Karelien in Moskau, Russland) war ein russischer Chemiker (Radiochemie).
Petruchin studierte ab 1956 an der Lomonossow-Universität Chemie mit dem Diplom 1961 über die Elektrochemie von Uran bei Anna Dmitrijewna Gelman (1902–1994). Danach war er drei Jahre Chemielehrer am Polytechnikum in Konakry und baute dort ein Chemielabor auf. Ab 1963 war er am heutigen Institut für Physikalische Chemie und Elektrochemie der Akademie der Wissenschaften (Frumkin-Institut) im Labor für Radiochemie unter Wiktor Iwanowitsch Spizyn. 1968 wurde er dort mit einer Dissertation über niedrigwertige Formen des Urans in wässrigen Lösungen promoviert. 1980 habilitierte er sich (russischer Doktortitel). Er wurde dort Professor und 1988 wurde er als Nachfolger von Spizyn Leiter des Labors, was er bis 2012 blieb, als Konstantin Eduardowitsch German (* 1957) sein Nachfolger wurde. Das Labor wurde später in ein Labor für Technetium-Chemie umstrukturiert.
Er befasste sich unter anderem mit Redoxreaktionen von Aktiniden und mit der Optimierung der Erzeugung und Umwandlung (zum Beispiel als Metall in Ruthenium) und der Anwendung von Technetium, ein künstlich hergestelltes Element mit bedeutenden Anwendungen zum Beispiel in der Nuklearmedizin. Außerdem befasste er sich mit Umweltaspekten von radioaktiven Verbindungen etwa von Technetium und Elektrochemie von Plutonium 238.
1985 bis 1988 wurde er nach Libyen gesandt, um in Tagiura ein Forschungslabor für Radiochemie aufzubauen, und betreute auch 1989 bis 1995 die Ausbildung libyscher Wissenschaftler in Moskau. Er leitete auch die internationale Zusammenarbeit seines Instituts unter anderem mit dem amerikanischen DOE und dem französischen Institut für Kernforschung in Orsay und dem CEA und der japanischen JAEA. Von großer Bedeutung sind eine Reihe von Werken von Perertrukhin, die sich auf die Popularisierung der Kernchemie, die Geschichte der Entwicklung der Radiochemie, geschrieben in Zusammenarbeit mit seinem amerikanischen Kollegen Calvin Delegard, die Geschichte der russisch-französischen Zusammenarbeit in beziehen Radiochemie
Er war Verdienter Wissenschaftler der Russischen Föderation und erhielt den Staatspreis der UdSSR.